# 赫希斯特 (黑森州)
赫希斯特，全称奥登林山区赫希斯特（德语：Höchst im Odenwald），是德国黑森州的一个市镇。总面积30.51平方公里，总人口9733人，其中男性4844人，女性4889人（2011年12月31日），人口密度319人/平方公里。

## 友好城市
- 法國 蒙梅利扬